# Cécrope I

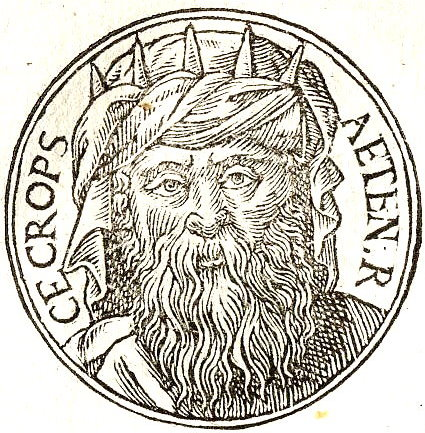
Cécrope I de Promptuarii Iconum Insigniorum.

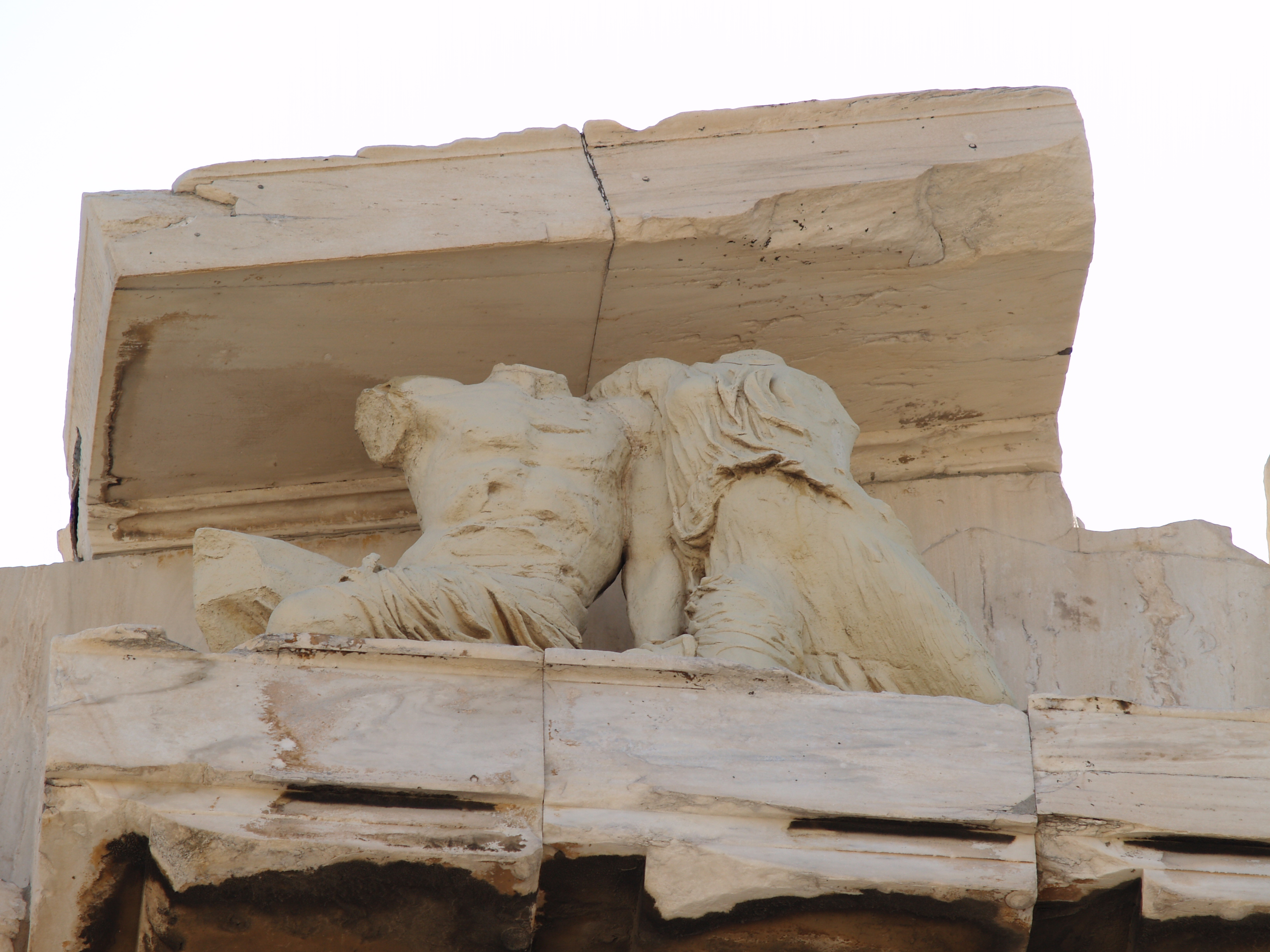
Cécrope y su hija Pándroso en el frontón oeste del Partenón.

En la mitología griega, Cécrope  fue el primer rey que tuvo la ciudad de Atenas.

## Origen mítico
Se dice que nació directamente de Gea (la Tierra), por lo que se le cuenta como uno de los autóctonos griegos. Su nacimiento sobrenatural era la causa de que la parte inferior de su cuerpo tuviera forma de serpiente. 
Cécrope recibía el epíteto de Diphyes (biforme) por su carácter híbrido entre hombre y serpiente, que podría representar asimismo su legislación sobre el matrimonio (que unía a dos seres diferentes) o el hecho de que gobernaba tanto a los colonos egipcios como a los atenienses, y hablaba el idioma de unos y otros.
Según cuentan Pausanias y Heródoto, fue conocido también como Erecteo.

## Reinado
Cécrope tuvo un largo reinado que duró 49 o 50 años, a lo largo de los cuales prodigó de buenas enseñanzas a su pueblo recién llegado al Ática. Les enseñó asimismo a construir con madera, a cultivar la viña, a enterrar a los muertos, la institución del matrimonio, e incluso se le atribuye la invención de los censos. A él se le debe igualmente la división política del Ática en doce comunidades. Cécrope instituyó el culto a Zeus Supremo, prohibió que se le ofrecieran sacrificios humanos y los sustituyó por ofrendas de tortas de cebada. 
La región llamada Cecropia tomó su nombre de este rey. Antes se había llamado Acte, en recuerdo del rey nacido de la tierra Acteo, el tercer rey del Ática y antecesor de Cécrope. Heredó el trono de Acteo al casarse con su hija Agraulo, con la que tuvo a Erisictón (que murió antes que su padre), Aglauro (la primera sacerdotisa de Atenea), Herse y Pándroso. Fue el primer hombre que reconoció la paternidad e intentó fomentar la monogamia.

## Entre Atenea y Poseidón
En algunas versiones épicas de su vida, Cécrope aparece como árbitro o juez en la lucha entre Atenea y Poseidón por las tierras del Ática. Ambos dioses querían ser las divinidades principales de la ciudad de Atenas, por lo que entablaron una contienda en la cual Poseidón abrió con su tridente una fuente de agua salada en la Acrópolis (versiones tardías dicen que hizo surgir un caballo), a lo que Atenea respondió plantando un olivo. Como Cécrope estuvo presente mientras la diosa plantaba el árbol, y por otra parte nadie podía probar que Poseidón fuera el que abriera la fuente, la ciudad fue adjudicada entonces a Atenea. Cécrope favoreció a Atenea y fue el primero que dedicó una estatua (de madera) a esta diosa. El cecropio era la tumba de este rey mitológico y se encontraba junto al pórtico de las cariátides, en el recinto del Erecteón, en la Acrópolis de Atenas.

## Fuera de Atenas
El nombre de Cécrope se recoge en otras partes de Grecia, si bien esto pudiera deberse a la existencia de varios personajes con el mismo nombre (véase Cécrope II) o que los habitantes de estas regiones importaran el mito de Cécrope, convertido así en un representante de la raza pelásgica. Esta sería también la explicación de las otras genealogías que se le atribuyen, y que le hacen natural de Sais (en Egipto), o hijo de Pandión I o de Erecteo y Praxitea.

## Culto
Los atenienses, para honrarle por todos los dones que les había otorgado, le erigieron un altar en la acrópolis de Atenas y le representaron en uno de los frontones del Partenón. 
| Predecesor: Acteo | Reyes míticos de Atenas | Sucesor: Cránao |